# 布利克 (紐約州)
布利克（英語：Bleecker）是一個位於美國紐約州富爾頓縣的鎮。

## 人口
根據2020年美國人口普查的數據，布利克的面積為153.87平方千米，當中陸地面積為147.96平方千米，而水域面積為5.92平方千米。當地共有人口533人，而人口密度為每平方千米3人。